# Bernard Bray
Bernard Bray  (* 9. April 1925 in Amélie-les-Bains-Palalda, Département Pyrénées-Orientales; † 21. Juni 2010 in Paris) war ein französischer Romanist und Literaturwissenschaftler.

## Leben und Werk
Bray studierte in Lyon, Lausanne und Paris, unterrichtete am Lycée Lyautey in Casablanca (1949–1954), bestand 1953 die Agrégation de lettres und war von 1954 bis 1964 Kulturattaché der Botschaft der Französischen Republik in den Niederlanden. Er war von 1954 bis 1958 Assistent an der Universität Amsterdam und von 1958 bis 1966 Dozent an der Universität Utrecht. Er promovierte 1965 an der Universität Amsterdam mit der Arbeit (Hrsg.) Jean Chapelain, Soixante-dix-sept Lettres inédites à Nicolas Heinsius, 1649–1658 (Den Haag 1965) und wurde 1966 Professor für französische Literaturwissenschaft an der Universität Utrecht. Von 1970 bis 1993 war er als Nachfolger von Claude Digeon Ordinarius für Französische Literaturwissenschaft an der Universität des Saarlandes und Direktor des Saarbrücker Institut d’Études Françaises. Bray war auswärtiges Mitglied der Koninklijke Vlaamse Academie van België voor Wetenschappen en Kunsten. 

Bray war Ritter der Ehrenlegion (1979) und Offizier des Ordre national du Mérite (1993).

## Weitere Werke
- L’Expression de l’inquiétude dans le jeune roman français. Openbare les gegeven bij het aanvaarden van het lectoraat in de franse lettekunde aan de Rijkuniversiteit te Utrecht op 13 maart 1959, Groningen 1959
- (mit Sem Dresden und Lein Geschiere) La Notion de structure, Den Haag 1961
- L’Art de la lettre amoureuse des manuels aux romans (1550–1700), Den Haag 1967 (Antrittsvorlesung Universität Utrecht 5. Juni 1967)
- (Hrsg. mit Jochen Schlobach und Jean Varloot) La Correspondance littéraire de Grimm et de Meister 1754–1813. Colloque de Sarrebruck, 22-24 février 1974, Paris 1976
- (Hrsg. mit Isabelle Landy-Houillon) Lettres portugaises. Lettres d’une Péruvienne. Autres romans d’amour par lettres, Paris 1983, 1990, 1998, 2001 (Garnier-Flammarion 379)
- (Hrsg.) Colette. Nouvelles approches critiques. Actes du Colloque de Sarrebruck, 22–23 juin 1984, Paris 1986
- (Hrsg.) Edmé Boursault, Treize lettres amoureuses d’une dame à un cavalier, Paris 1994
- (Hrsg. mit Christoph Strosetzki)  Art de la lettre, art de la conversation  à l’époque classique en France. Actes du colloque de Wolfenbüttel, octobre 1991, Paris 1995
- (Hrsg.) Jean Chapelain, Les lettres authentiques à Nicolas Heinsius, 1649–1672. Une amitié érudite entre France et Hollande, Paris 2005
- Epistoliers de l’âge classique. L’art de la correspondance chez Madame de Sévigné et quelques prédécesseurs, contemporains et héritiers. Etudes revues, réunies et présentées avec la collaboration de Odile Richard-Pauchet, Tübingen 2007